# Foadan FC
Câu lạc bộ bóng đá Foadan là một câu lạc bộ bóng đá Togo có trụ sở ở Dapaong, một thành phố thương mai ở Bắc Togo, được thành lập năm 1974.
Bản mẫu:Togolese Championnat National